# A Queda (canção)
"A Queda" (estilizada em letras maiúsculas) é uma canção do cantor e drag queen brasileiro Gloria Groove, gravada para seu segundo álbum de estúdio Lady Leste. A canção foi lançada para download digital e streaming através da SB Music como segundo single de Lady Leste em 14 de outubro de 2021. Um remix de piseiro foi lançado em 17 de dezembro de 2021.

## Lançamento e promoção
A divulgação do single começou com uma publicação misteriosa de Gloria Groove nas redes sociais, em que ela mostra um vídeo sobre uma reportagem que pode causar sua queda. Claro que tudo faz parte da divulgação da música, e se trata de um vídeo de ficção. Na sequência, Groove publicou um novo vídeo, com a logo do jornal Metrópoles, onde ela aparece se escondendo dos fotógrafos, até entrar em um carro, com a seguinte manchete: “Extra: a queda de Gloria Groove”. Sem especificar qual polêmica é essa, o vídeo encerra sem muitas explicações, apenas com a legenda, avisando a data de lançamento para 14 de outubro de 2021. "A Queda" foi lançada para download digital e streaming como o segundo single do álbum em 14 de outubro de 2021.

## Recepção
"A Queda" foi amplamente elogiada pela crítica especializada, sendo considerada um dos marcos na carreira de Gloria Groove. 
O site Brasil de Fato destacou a canção como "uma profecia artística sobre a cultura do cancelamento", ressaltando sua abordagem crítica e simbólica sobre os mecanismos de linchamento virtual e a sede por escândalos nas redes sociais. O portal Busterz classificou "A Queda" como um dos lançamentos mais impactantes de 2021, elogiando o videoclipe por sua direção, estética sombria e narrativa bem construída. Segundo o site, a música reforça o talento de Gloria Groove como performer e compositora, além de mostrar sua versatilidade ao unir crítica social com elementos do pop teatral. O Correio Braziliense ressaltou que a música dialoga diretamente com os tempos atuais ao tratar do “cancelamento” como um espetáculo, e descreveu a produção como "metafórica e provocativa". A repercussão popular também foi significativa. O videoclipe ultrapassou 200 milhões de visualizações no YouTube em julho de 2024, consolidando "A Queda" como um dos maiores sucessos visuais da artista. O jornalista Mauro Ferreira, do G1, destacou que "A Queda" foi essencial para alavancar o projeto Lady Leste, descrevendo o single como uma “ascensão artística marcada por ousadia visual e narrativa”.

## Apresentações ao vivo
Groove cantou "A Queda" pela primeira vez em 21 de outubro de 2021 no Encontro com Fátima Bernardes. Em 15 de dezembro, Groove apresentou a canção no TikTok Awards 2021. Em 1 de janeiro de 2022, Groove performou a canção no Altas Horas. Em 13 de fevereiro, Groove performou a canção no Domingão com Huck. Em 25 de fevereiro, Groove performou a canção no Encontro com Fátima Bernardes. Em 3 de março, Groove performou a canção no Faustão na Band. Em 4 de março, Groove performou a canção na vigésima segunda temporada do Big Brother Brasil. Em 11 de abril, Groove performou a canção no TVZ ao lado de Luísa Sonza. Em 21 de maio, Groove performou a canção no Altas Horas. Em 1 de julho, Groove performou a canção no Conversa com Bial. Em 18 de outubro, Groove performou a canção no Prêmio Multishow de Música Brasileira 2022.

## Faixas e formatos
| Download digital / streaming |           |         |  |
| N.º                          | Título    | Duração |  |
| 1.                           | "A Queda" | 2:52    |  |

| Download digital / streaming (Remix de piseiro) |                           |         |  |
| N.º                                             | Título                    | Duração |  |
| 1.                                              | "A Queda" (Piseiro Remix) | 2:14    |  |

## Desempenho comercial
A faixa foi um sucesso comercial alcançando a posição #8 no Top 50 Brasil do Spotify sendo a melhor estreia solo da drag queen na plataforma. A faixa também alcançou Top 10 no Deezer atingindo a posição #3 na plataforma e se manteve em #1 nos em alta do YouTube durante duas semanas consecutivas. A faixa também se deu bem na plataforma Apple Music atingindo o pico de #2 na plataforma e atingiu top 5 na Top Charts do Resso na posição #3 e #1 no Tidal. A música se tornou um sucesso no TikTok, o que ajudou a faixa a alcançar um público maior. Em 27 de outubro, a faixa estreou diretamente nas paradas da Billboard, ocupando a posição #171 da Global Excl. U.S. das canções mais escutadas do mundo, e Top 100 da parada do Spotify Portugal na posição #92. Com sua entrada na Global Excl. U.S., Gloria se torna a primeira drag queen a figurar na parada.

### Tabelas semanais
| Tabela musical (2021)         | Melhor posição |
| ----------------------------- | -------------- |
| Brasil (UBC Streaming)        | 8              |
| Global Excl. U.S. (Billboard) | 171            |
| Portugal (AFP)                | 37             |

### Vendas e certificações
| Região                                                        | Certificação | Vendas   |
| ------------------------------------------------------------- | ------------ | -------- |
| Brasil (Pro-Música Brasil)                                    | 2× Diamante  | 600,000‡ |
| Portugal (AFP)                                                | Ouro         | 10.000‡  |
| ‡vendas+valores de streaming baseados somente na certificação |              |          |

## Prêmios e indicações
| Ano  | Prêmio                                | Categoria        | Resultado | Ref.          |
| ---- | ------------------------------------- | ---------------- | --------- | ------------- |
| 2022 | MTV Millennial Awards                 | Hino do Ano      | Indicado  | [ 28 ]        |
| 2022 | MTV Millennial Awards                 | Clipão da Porra  | Indicado  | [ 28 ]        |
| 2022 | Prêmio Multishow de Música Brasileira | Clipe TVZ do Ano | Indicado  | [ 29 ] [ 30 ] |

## Histórico de lançamento
| Região | Data                   | Formato(s)                 | Versão           | Gravadora(s) | Ref.   |
| ------ | ---------------------- | -------------------------- | ---------------- | ------------ | ------ |
| Várias | 14 de outubro de 2021  | Download digital streaming | Original         | SB Music     | [ 2 ]  |
| Várias | 17 de dezembro de 2021 | Download digital streaming | Remix de piseiro | SB Music     | [ 19 ] |